# Lego Ninjago: Filmul
Lego Ninjago: Filmul (titlu original: The Lego Ninjago Movie) este un film de animație din 2017, în regia lui Charlie Bean⁠(d).
Victor Slav, Amalia Enache și Pavel Bartoș asigură varianta în limba română a filmului. 